# Gretech
Le GRETECH, Groupe de recherche et d'étude sur la technologie et le quotidien, rassemble des chercheurs et des thésards qui ont en commun une réflexion sociologique sur les appropriations sociales des techniques dans la vie quotidienne. Ce groupe fait partie du Ceaq, Centre d'Étude sur l'Actuel et le Quotidien, laboratoire de recherche en sciences humaines, dirigé par Michel Maffesoli à la Sorbonne.
Depuis la création du groupe, différents professeurs se sont investis dans les séminaires, tels André Akoun, Jean Baudrillard, Carlo Freccero, Pierre Lévy, Joël de Rosnay et Léo Scheer.
Vers la fin des années 90, la direction en a été reprise par Federico Casalegno, Stephane Hugon et Michaël V. Dandrieux.
Le GRETECH participe à des travaux de recherche avec des universités brésiliennes (Atopos/ ECA, université de Sao Paulo), il est également partenaire de Modelec, un projet soutenu par l'ADEME, en partenariat avec des industriels français et des distributeurs d'énergie, sur les questions de l'analyse des comportements de réductions de la consommation à domicile.

## Thèmes de recherche
Le GRETECH a été fondé par André Lémos en 1994, par un ensemble de travaux autour de la cyberculture, le lien social en ligne et les dynamiques communautaires. Le groupe tente un certain nombre de réflexions et de mises en perspectives sur la présence des objets techniques dans nos environnements quotidiens et la manière dont tout un chacun s'en empare afin de leur donner du sens. L'esprit des travaux est clairement orienté sur l'analyse des usages, à partir d'un travail sur la réception et d'une sociologie de l'imaginaire et du quotidien.
Les sujets et terrains de recherche sont les suivants :
- Les espaces d'échange, de socialité et de communication en ligne,
- Les outils de médiation identitaire (avatar, profils...) et de construction et maintien de la confiance en environnement techniquement augmenté,
- Les systèmes de représentation et de médiation de l'espace (micro-espace, ou espace élargi)
- Les interfaces et IHM (interfaces homme machine) et leur relation au corps,
- Les médiations techniques et leurs relations aux espaces intimes (domotique notamment)
- Les représentations technologiquement assistées de l’énergie
- Les représentations des l'information et des liens sociaux

Le GRETECH s'est donné comme objet de partager ses travaux. Notamment à travers des publications d'articles et d'ouvrages. La question de la nature du lien social en ligne a été abordée, notamment dans un numéro spécial de la revue sociétés, consacré aux "technocommunications", et qui rassemble des auteurs de différents laboratoires (MIT-Boston, Bahia-Brésil, [PUCR, Porto Alegre, Bresil], etc.). La question de l'espace et des nouvelles formes de mobilité a également fait l'objet d'un numéro de la revue Sociétés ([Rob Schields, Univ. Alberta à Edmonton], [V. Susca,] IULM, Milan, C.A. Rivière, Orange lab. Paris, Agnes Yun, SK telecom, Corée, et d'autres.)

### Comprendre la technique
À chaque époque de l'humanité correspond une culture technique particulière. Ainsi il a fallu montrer les rapports entre les techniques et les dimensions sociales, culturelles, philosophiques et historiques. Comprendre la cyberculture contemporaine est impossible sans la compréhension globale du phénomène technique. Traiter la question de la technique de cette manière permet de montrer que ce que nous vivons aujourd'hui fait partie d'un processus plus vaste. Ici il n'y a pas l'idée d'un déterminisme technique. Bien au contraire. L'idée est de prouver que la « forme technique » contemporaine, ou la cyberculture, est un produit, non d'une rationalité technique mais d'une synergie, presque une syntonie, avec la vie sociale.
La saturation des idéaux de la modernité (raison, progrès, futur, etc.) liée aux nouvelles possibilités de la micro-électronique va inverser la logique technocratique de la modernité. L'avènement de la « socialité contemporaine » (Michel Maffesoli), associée au remplacement de l'analogique par le numérique, avec tout ce qu'il a de radical (simulation, virtualisation, temps réel, cyberespace, etc.), crée ce nouveau rapport entre la technique et la vie sociale. Aujourd'hui c'est bien d'une esthétique sociale qu'il s'agit (rapprochement communautaire, anarchisme, activismes, plaisir corporel et sensoriel) alimentée par ce que l'on pourrait appeler les techniques du cyberespace (réseaux informatiques, réalité virtuelle, multimédia). Elle se rapproche de la technè car elle devient un vecteur d'esthétique et de reliance.